# Tjängvidski poslikan kamen
Tjängvidski poslikan kamen, naveden v Rundati kot Gotland Runic Inscription 110 ali G 110, je kamen s podobo iz vikinške dobe iz Tjängvide, iz približno 700–900 n. št., ki leži približno tri kilometre zahodno od Ljugarna na otoku Gotland na Švedskem.

## Opis
Napis na kamnu Tjängvide je vklesan v ravno apnenčasto ploščo, ki meri 1,7 metra v višino, je 1,2 metra široka in 0,3 metra debela. Kamen so odkrili leta 1844 na kmetiji Tjängvide in je v Švedskem muzeju narodnih starin v Stockholmu. Kamen je verjetno poganskega izvora, saj na napisu ni bilo najdenih sledi krščanskih elementov.

## Slikovni elementi
Kamen je okrašen z več figurami v zgornjem in spodnjem polju, ki so ločene s pletenim vzorcem, ki spominja na valknute.[potreben citat] V zgornjem polju sta velik osemnožni konj in majhen jezdec, ki mu ženska ponuja rog za pitje, poleg tega pa so tu še nekatere druge figure, kot je štirinožna žival, in nekaj manj prepoznavnih podob.[1]
Jezdec na konju se običajno identificira z Odinom na njegovem osemnožnem konju Sleipnirju ali z mrtvecem, ki prihaja v Valhalo na Odinovem konju. Ženska figura je identificirana kot valkira. Podobe jezdeca na konju se uporabljajo kot logotip Švedskega muzeja narodnih starin.
Obstajajo tudi alternativne interpretacije podob. Ena interpretacija, ki temelji na sagi o Volsungah, je, da je jezdec Sigurd, ki jaha na Graniju (Sleipnirjevem potomcu), in da je ženska, ki ga pozdravlja, bodisi Brynhild bodisi Grimhild, ki Sigurda pozdravlja na dvoru Gjukungov. Ta zgodba je bila priljubljena v vikinški dobi in je upodobljena na drugih runskih kamnih in podobah, znanih kot Sigurdovi kamni. Možno je tudi, da osem nog simbolizira visoko hitrost konja in da je jezdec živ moški, ki ga pozdravlja njegova žena. Moški za žensko nosi lok in morda predstavlja mrtvega moškega na lovu, štirinožec pa je morda njegov pes.
Spodnje polje kamna je skoraj v celoti zapolnjeno s podobo dolge ladje z visoko krmo in zadnjim delom. Jadro je skoraj tako široko kot dolžina ladje.
Trdi se, da ima podoba kamna Tjängvide falično obliko in da se podobne kombinacije smrti z erotično simboliko pojavljajo tudi na drugih runskih in podobnih kamnih Gotlanda.

## Napis
Runski napis levo od polja je runska vrsta, vendar je več run izgubljenih. V runskem napisu desno od spodnjega polja je polovica run morda izgubljena. Runski napis ne ločuje besed med seboj in rune so rune s kratkimi vejicami. Ime Hiorulf v besedilu se prevaja kot 'meč volk'.
Spodaj sledi napis, kot ga predstavlja projekt Rundata:

### Prečrkovanje
- A fuorkhn... ...fuþr-...
- B ... (r)aisti stainin aft iurulf bruþur sin ÷ sikuif(i)r(t)(u)(a)(n)k(i)sifil

### Prečrkovanje v staro nordijsko frazo
- A fuþork ...
- B ... ræisti stæininn æftiʀ Hiorulf/Iorulf, broður sinn ...

### Prevod
- A fuþork ...
- B ... je postavil kamen v spomin na Hjôrulfra/Jórulfa, njegovega brata ...